# Songs from the Big Chair
Songs from the Big Chair é o segundo álbum de estúdio do grupo de synth-pop Tears for Fears, lançado em 25 de fevereiro de 1985.  Songs from the Big Chair foi um afastamento significativo do synth-pop obscuro e introspectivo do álbum The Hurting, apresentando um som pop rock mais mainstream baseado na guitarra, valores de produção sofisticados e diversas influências estilísticas, enquanto as letras de Roland Orzabal e Curt Smith eram exibidas social e politicamente com temas conscientes. Do álbum se destacam as músicas "Shout", "Everybody Wants to Rule the World" e "Head Over Heels".
Para este álbum foram recrutados os produtores Chris Hughes e Ian Stanley. Depois de lançado o álbum, a dupla sai em turnê mundial. Durante essa turnê a dupla descobre Oleta Adams, que cantava em um bar de Kansas City, no Missouri. Impressionados com a sua voz, eles convidam Oleta para o seu próximo álbum, Seeds of Love.

## Faixas
Todas as faixas por Roland Orzabal e Ian Stanley, exceto onde anotado.
1. "Shout" – 6:33
2. "The Working Hour" (Orzabal, Stanley, Manny Elias) – 6:31
3. "Everybody Wants to Rule the World" (Orzabal, Stanley, Chris Hughes) – 4:11
4. "Mothers Talk" – 5:06
5. "I Believe" (Orzabal) – 4:54
6. "Broken" (Orzabal) – 2:38
7. "Head Over Heels" (Orzabal) – 4:32
8. "Broken" (ao vivo) (Orzabal, Curt Smith) – 0:30
9. "Listen" – 6:54

### Remasterização de 1999
1. "Shout" – 6:33
2. "The Working Hour" (Orzabal, Stanley, Elias) – 6:31
3. "Everybody Wants to Rule the World" (Orzabal, Stanley, Hughes) – 4:11
4. "Mothers Talk" – 5:06
5. "I Believe" (Orzabal) – 4:54
6. "Broken" (Orzabal) – 2:38
7. "Head Over Heels / Broken [Live]" (Orzabal) – 5:02
8. "Listen" – 6:54
9. "The Big Chair" (Orzabal, Smith, Stanley, Hughes) – 3:21
10. "Empire Building" (Smith, Orzabal, Stanley) – 2:52
11. "The Marauders" – 4:16
12. "Broken Revisited" (Orzabal) – 5:16
13. "The Conflict" (Orzabal, Smith, Stanley) – 4:05
14. "Mothers Talk (remix para EUA)" – 4:13
15. "Shout (US Remix)" – 8:02

### 2006 Deluxe Edition

#### Disco 1
1. "Shout" (Orzabal, Stanley) – 6:33
2. "The Working Hour" (Orzabal, Stanley, Elias) – 6:31
3. "Everybody Wants to Rule the World" (Orzabal, Stanley, Hughes) – 4:11
4. "Mothers Talk" (Orzabal, Stanley) – 5:06
5. "I Believe" (Orzabal) – 4:54
6. "Broken" (Orzabal) – 2:38
7. "Head Over Heels / Broken [Live]" (Orzabal, Smith) – 5:02
8. "Listen" (Orzabal, Stanley) – 6:54
9. "The Working Hour (Piano version)" (Orzabal, Stanley, Elias) – 2:08
10. "The Marauders" (Orzabal, Stanley) – 4:16
11. "Empire Building" (Smith, Orzabal, Stanley) – 2:52
12. "The Big Chair" (Orzabal, Smith, Stanley, Hughes) – 3:21
13. "Pharaohs (Single version)" (Orzabal, Smith, Stanley, Hughes) – 3:43
14. "When in Love with a Blind Man" (Orzabal, Stanley) – 2:22
15. "Sea Song" (Robert Wyatt) – 3:51
16. "Broken Revisited" (Orzabal) – 5:16

#### Disco 2
1. "The Way You Are (7" version)" (Orzabal, Smith, Stanley ,Elias) – 4:49
2. "Mothers Talk (Short version)" (Orzabal, Stanley) – 3:53
3. "Shout (Edit)" (Orzabal, Stanley) – 4:03
4. "Everybody Wants to Rule the World (7" version)" (Orzabal , Stanley ,Hughes) – 4:08
5. "Head Over Heels (Dave Bascombe 7" Mix)" (Orzabal) – 4:15
6. "I Believe (Soulful Re-recording)" (Orzabal) – 4:41
7. "Mothers Talk (US Remix)" (Orzabal, Stanley) – 4:13
8. "Shout (US Remix)" (Orzabal, Stanley) – 8:02
9. "Shout (Dub Remix)" (Orzabal, Stanley) – 6:49
10. "Everybody Wants to Rule the World (Urban Mix)" (Orzabal, Stanley, Hughes) – 6:06
11. "Mothers Talk (Beat of the Drum Mix)" (Orzabal, Stanley) – 8:54
12. "Broken/Head Over Heels/Broken (Preacher Mix)" (Orzabal, Smith) – 8:00

## Singles
1. "Mothers Talk" 1984 (IDEA7)
2. "Shout" 1984 (IDEA8)
3. "Everybody Wants to Rule the World" 1985 (IDEA9)
4. "Head Over Heels" 1985 (IDEA10)
5. "I Believe (A Soulful Re-Recording)" 1985 (IDEA11)
6. "Mothers Talk (US Remixed Single)" 1986
7. "Everybody Wants to Rule the World (Theme for Sport-Aid Week)" 1986 (RACE1)

## Integrantes
- Curt Smith – baixo, vocal
- Roland Orzabal – guitarra, sintetizador, vocal, piano
- Ian Stanley – teclado, arranjos vocais
- Manny Elias – bateria

### Participações
*Em algumas faixas especiais
- Sandy McLelland – vocal de apoio
- Chris Hughes – bateria
- Jerry Marotta – bateria, saxofone
- William Gregory – saxofone
- Mel Collins – saxophone
- Andy Davis – piano
- Neil Taylor – guitarra - solo
- Steve Lange – vocal de apoio
- Annie McCaig – vocal de apoio
- Marilyn Davis – vocal de apoio

## Posição nas paradas musicais
| Parada (1985)                         | Melhor posição |
| ------------------------------------- | -------------- |
| Austrália (Kent Music Report)         | 5              |
| Áustria (Ö3 Austria Top 40)           | 22             |
| 1                                     |                |
| Países Baixos (Dutch Charts)          | 1              |
| Europa (Music & Media)                | 5              |
| Finlândia (Suomen virallinen lista)   | 11             |
| Alemanha (Offizielle Deutsche Charts) | 1              |
| Itália (Musica e dischi)              | 6              |
| Nova Zelândia (RMNZ)                  | 2              |
| Noruega (VG-lista)                    | 17             |
| Suécia (Sverigetopplistan)            | 25             |
| Suíça (Schweizer Hitparade)           | 5              |
| Reino Unido (Official Albums Chart)   | 2              |
| Estados Unidos (Billboard 200)        | 1              |

| Parada (2014)                         | Melhor posição |
| ------------------------------------- | -------------- |
| Alemanha (Offizielle Deutsche Charts) | 79             |
| Reino Unido (Official Albums Chart)   | 95             |

| Parada (2020–2021)                  | Melhor posição |
| ----------------------------------- | -------------- |
| Bélgica (Ultratop Flandres)         | 126            |
| Escócia (Official Scottish Albums)  | 14             |
| Reino Unido (Official Albums Chart) | 87             |

| Parada (1985)                  | Posição |
| ------------------------------ | ------- |
| Austrália (Kent Music Report)  | 6       |
| Canadá (RPM)                   | 2       |
| Países Baixos (Album Top 100)  | 8       |
| Europa (Music & Media)         | 7       |
| Alemanha (Offizielle Top 100)  | 24      |
| Nova Zelândia (RMNZ)           | 8       |
| Suíça (Schweizer Hitparade)    | 25      |
| Reino Unido (Gallup)           | 5       |
| Estados Unidos (Billboard 200) | 10      |

| Parada (1986)                  | Posição |
| ------------------------------ | ------- |
| Europa (Music & Media)         | 85      |
| Reino Unido (Gallup)           | 66      |
| Estados Unidos (Billboard 200) | 19      |